# Missironové z Lisonu
Missironové z Lisonu (původně Missironi, možné jsou též varianty Misaroni, Miseroni z Lissone apod.) byl původem severoitalský měšťanský rod glyptiků a brusičů drahokamů z Lissone v Lombardii. Jedna z větví rodu se rozšířila do Čech, kde byla v 17. století za své zásluhy v glyptice nobilitována a jako erbovní rodina von Lisone pracovala ve službách habsburských císařů (zejména Rudolfa II.), Ferdinanda III. a Ferdinanda IV. V Čechách Misseronové provozovali brusičské mlýny v Praze-Bubenči, Brandýse nad Labem a Českém Krumlově, dále např. hrad a panství Krašov, později panství Jemniště a další.
Rod v roce 1817 vymřel po meči. Některé potomky po přeslici však lze sledovat dodnes.

## Dějiny

### V Itálii
Rodina Miseroni (psáno též Missironi) pocházela z města Lissone nedaleko Milána v Lombardii. Podle titulů v nejstarších matrikách signore, magister, magnificio, podle rodové příslušnosti jejich manželek a kmotrů jejich dětí z milánských patricijských a šlechtických rodin František Skřivánek dovozoval, že rodina Miseroniů mohla být nobilitována již ve 14. století.
První významnou osobností rodu byl Gasparo Miseroni (* asi 1430), který vlastnil v Miláně domy a provozoval klenotnickou a glyptickou dílnu. Jeho vnuk Ambroggio Matteo (~1480–1525) pokračoval v rodovém řemesle a byl rovněž bohatý. Při Římské bráně (Porta Romana) v Miláně vlastnil několik domů, klenotnický obchod, brusičskou a kamenořezačskou manufakturu a umělecký atelier. Dílny Miseronů se v Miláně ve službách rodu Sforzů a ve Florencii ve službách Medicejských od 80. let 16. století proslavily klenotnictvím, řezanými a broušenými glyptickými pracemi z jaspisu, křišťálu, záhnědy, heliotropu, prasemu, ametystu, lapisu lazuli, miniaturami a gemami z achátu a onyxu, sardonyxu a dalších drahokamů.
Jejich zákazníky byli např. Cosimo I. Medicejský (jehož mozaikový portrét se dochoval v Museo degli argenti ve Florencii), Lorenzo I. Medicejský, vévoda František II. Sforza, Lichtenštejnové nebo papež Pius III. z rodu Piccolominiů (synovec Aenea Sylvia Piccolominiho).
Pražská rodová větev pracovala zejména pro císaře Rudolfa II., Matyáše, Ferdinanda III. a dvorskou šlechtu v Čechách či ve Vídni. Po ukončení válek mezi francouzskými králi a Habsburky o Milánské vévodství a po smrti posledního velkovévody Lodovica Sforzy připadlo Milánsko-španělskému králi Filipovi II., pro něhož otec se synem Girolamo a Giulio Miseroniové v letech 1582–1589 dodávali zakázky do interiérů nově vystavěného Escorialu. Pro tamní královskou kapli vytvořili tabernákl z destiček jaspisu, onyxu a achátu ve zlatě a dále řezbu královského erbu z černého onyxu.
V Miláně rodina Miseroniů vymřela za morové epidemie někdy kolem roku 1630.

### Česká větev
Do českých zemí přišli Miseronové před rokem 1588. Byli čtyři bratři, synové Girolama Miseroniho (1522–1600) a jeho druhé manželky Isabely Borsanové (1538–1613), pocházející z umělecké rodiny z Janova: Oktavián (1567–1624), Alexandr (1562–1648?), Jan Ambrož († po 1612) a Aurelius († po 1612). Od 1. ledna roku 1588 byli bratři Oktavián a Jan Ambrož jmenováni císařskými dvorními brusiči drahokamů císaře Rudolfa II. na Pražském hradě s ročním platem 10 zlatých. Bydleli v podhradí Pražského hradu na Nových zámeckých schodech a dostali pro brusičskou práci do nájmu Císařský mlýn v Praze-Bubenči. Zatímco Jan Ambrož a Aurelio zůstali svobodní, Alexandr a Oktavián se někdy kolem roku 1590 v Praze oženili se sestrami Barborou a Laurou di Castello. Byly to dcery císařského biretníka a milánského měšťana Ferranta di Castello, povýšeného (1601) císařem Rudolfem II. do dědičného šlechtického stavu. Obě rodiny spolu tehdy sousedily, neboť vlastnily domy blízko Malostranského náměstí. Alexandr Miseroni měl dvě dcery, Emilii provdanou za Jana Bergharda z Hořanova a Barbaru, provdanou za Jana Batistu di Castello. Všichni čtyři bratři Miseriniové byli listinou císaře Rudolfa II. danou na Pražském hradě 2. září 1608 povýšeni do šlechtického stavu Svaté říše římské a dědičných zemí, jejich jméno bylo upraveno do podoby „von Misseron“ a byl jim polepšen erb.. Roku 1629 koupili čtyři Oktaviánovi synové Aurelius, Dionysius, František a Jan Ambrož malostranský dům čp. 276/III U bílé růže v Mostecké ulici, který šacmistr Pražského hradu vlastnil až do své smrti.
Zakladateli české větve rodu Miseroni (Missironů) se stali potomci Oktaviána Miseroniho a jeho manželky Laury di Castello. Ti spolu měli celkem 9 dětí: dceru Dionýsii, která se provdala za Antonia de Binago, komorního radu a přísedícího zemského soudu; dceru Oktavii, provdanou za císařského správce železáren ve Zbiroze a výrobce kanónů Mattea Zanettiho de Die (šlechtický stav r. 1636); dceru Ludmilu (†1650), provdanou za zemského chirurga, děkana a rektora Karlovy univerzity, významného lékaře, Mikoláše Franchimonta z Frankenfeldu; dceru Lukrécii; syny Aurelia a Jeronýma věnující se církevní dráze; syna Jana Ambrože (1611–1657), který byl výběrčím výběrčího vinného a pivního tácu a oženil se s bohatou vdovou Annou Ježkovou z Rittersfeldu, rozenou Beníkovou z Petrsdorfu (manželství zůstalo bezdětné), a konečně nejmladšího syna Františka (1607–1657), vrchního písaře při zemské berni na Pražském hradě, ženatého s dcerou svého kolegy, Annou Splendidou Greifovou z Greifenbergu (1621–1691). Ten za věno své manželky a podíl ze zděděného majetku rodiny Missironů koupil panství s hradem Krašov a vesnice Kozojedy, Bohy a Třimany. Jeho syn Norbert Adolf (1649–1682) prodal po dlouhých sporech panství Krašov cisterciáckému klášteru Plasy a koupil si roku 1681 panství Jemniště. Norbert byl ženatý s Annou Johannou Chánovskou z Dlouhé Vsi, s níž měl 10 dětí, převážně dcer, provdaných postupně do rodu Malovců z Malovic, Věžníků z Věžník a dalších. Jeho syn Gothard Florián Misseron z Lisone (1679–1738) byl generálem jízdy ve službách prince Evžena Savojského a padl roku 1738 v bojích s Turky nedaleko Temešváru. Měl se svou chotí, dcerou velitele pevnosti v Chorvatsku, Josefou Faber von Gravensteinovou 7 dětí, žádné z nich se však nedožilo dospělosti, čímž tato větev rodu vymřela.
Za zásluhy při obraně pražských měst před Švédy roku 1648 byl všem bratrům 10. března 1653 potvrzen říšský šlechtický stav udělený jejich otci Octaviovi, udělen predikát z Lisone (von Lisone) a polepšen erb.
Nejslavnějším synem Oktaviana Miseroniho byl Dionýs (Diviš) (před 1607–1661), který patřil k nejznámějším umělcům své doby. Vyučil se v otcově dílně a stal se asistentem správce císařských sbírek (správcem pokladu byl jeho otec Oktavian). Kolem roku 1637 se stal správcem pokladu (šacmistrem) a správcem pražských hradních sbírek. Pokračoval v práci brusíren drahokamů na Pražském hradě a v Císařském mlýně v Bubenči, obchodoval s drahokamy a investoval do nemovitostí. Po švédském vpádu na Malou Stranu se mu podařilo před nimi skrýt většinu uměleckých předmětů z drahých kamenů. Později byl Dionysius pověřen stavbou Mariánského sloupu na pražském Staroměstském náměstí, stal se dozorcem nad budováním opevnění královských měst v Čechách a podílel se též na pracích komisí zabývajících se plavbou po Vltavě a Labi.

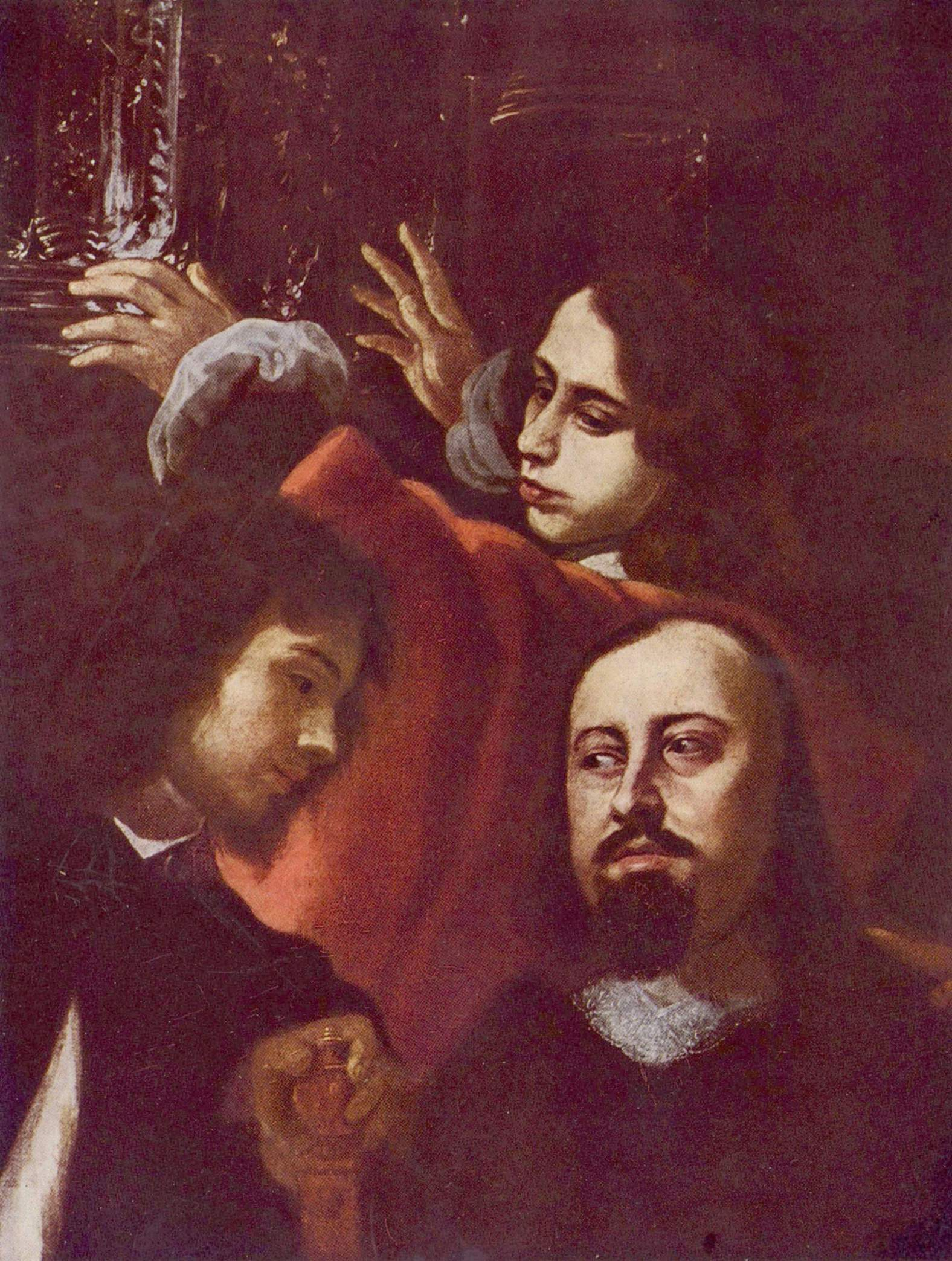
Výřez ze skupinového portrétu Miseroniů od Karla Škréty zobrazuje Dionysia, jeho nejstaršího syna Jana Oktaviána a druhého syna Ferdinanda Eusebia

Dionýs byl dvakrát ženatý - poprvé (1628) s Juditou Mayerovou z Burkridenu (asi 1610–1640), podruhé (1646) s Marií Majorovou z Grosenau (1621–1667). Spolu se také přestěhovali se do domu čp. 208/III v Nerudově ulici a roku 1653 si dali v ateliéru Karla Škréty vymalovat rodinný portrét (Rodina brusiče drahokamů).
Synem Dionýsovým z prvního manželství byl Jan Oktavián (1630 – 23. června 1690), sekretář královské české kanceláře a rada při královské revizní a likvidační komisi. Po otci zdědil značný majetek v Praze, vlastnil i poplužní dvůr v Kralovicích a v letech 1675–1678 držel statek Tetín. Byl čtyřikrát ženat – od 1660 s Annou Polyxenou Dobšickou z Dobšic (1643–1671), od 1672 s Alžbětou Voříkovskou z Kundratic (1649–1676), od roku 1677 s Terezií Michnovou z Otradovic, rozenou Ebenauerovou z Ebenau (1652–1682) a od roku 1684 s Marií Salomenou Hupkovou z Černčic (†1719) – a měl celkem osm dětí. Jedním z jeho synů byl Václav Diviš, který vystudoval práva a později se stal radou komorního soudu Království českého. Dne 21. 6. 1700 byl povýšen do starého rytířského stavu Království českého. ). Byl majitelem řady menších statků (v letech 1699–1713 držel Čestínkostel, od roku 1711 Svaté Pole u Dobříše a od roku 1723 Těchobuz; krátce byl majitelem Ježova, Malechovic a Terešova). Zemřel svobodný roku 1726 jako poslední člen této linie rodu a jeho majetky byly rozděleny mezi příbuzné.
Druhým synem Dionýsovým byl Ferdinand Eusebius (8. července 1639 – 17. července 1684), císařský komoří, mistr pokladu a císařský řezač drahokamů. Založil nejdéle žijící linii rodu. Ferdinand Eusebius po 20 let pokračoval v tradici rodu jako královský klenotník, zemřel však předčasně ve věku 44 let na Starém Městě pražském, kam roku 1687 přestěhoval svou dílnu. Se svou manželkou Elisabeth Tichtl von Tutzing pocházející ze staré mnichovské patricijské rodiny (Eberhard Dichtl tam byl již v roce 1358 městským radou, v 16. století Dichtlové odchází z Mnichova a kupují velké panství Tutzing se zámkem u Starnberského jezera) měl pět dětí, z nichž rod pokračoval potomky syna Jana Karla a jeho manželky Barbory Lužické. To už rodina postupně chudla a žila v Novém Strašecí. Jeho syn Václav Martin Misseron z Lisonu (1723–1798) se oženil s dcerou měšťana v Novém Strašecí, Marií Vašínovskou a měl s ní 17 dětí. Posledním členem této větve i celého rodu byl Josef Marian (1748–1817).

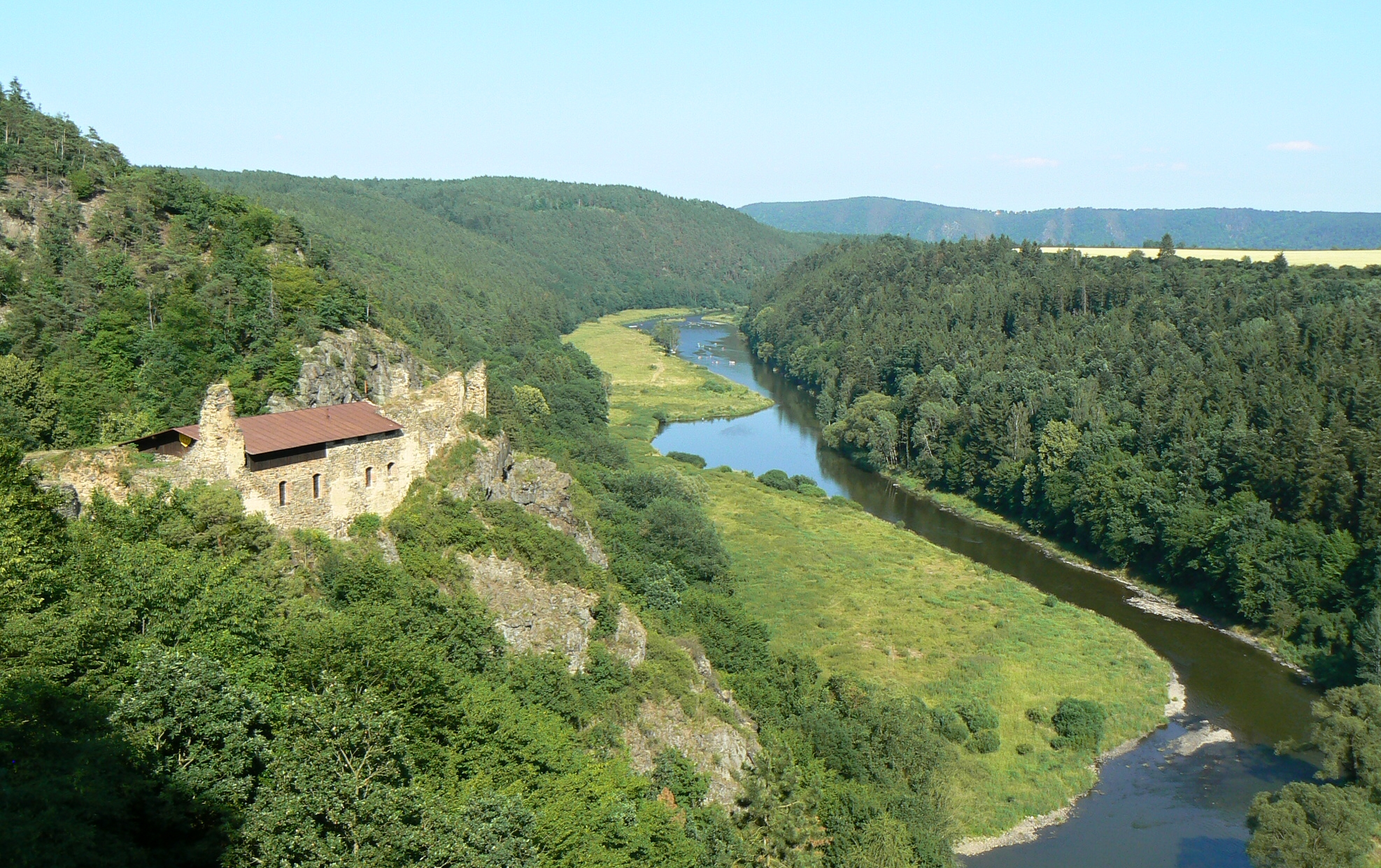
Hrad Krašov (současný stav)

Zmiňovaný František byl vrchním písařem komorního úřadu. Oženil se s Annou Splendidou Grefovou z Grefenburka (1623–1691) a roku 1649 koupil spolu s tchánem Janem Grefem za 18 000 zlatých statek a hrad Krašov (Jan Gref svá práva postoupil Franciscu Missironovi již roku 1650). Zemřel v roce 1656. Jeho dědici byli synové Jan Augustin (1650–1679), majitel statku Kralovic, který zemřel bezdětný, a Norbert Adolf (1649–1682), povýšení 24. listopadu 1674 do starého rytířského stavu Království českého. Norbert Adolf prodal roku 1678 Krašov a roku 1681 koupil Jemniště. S manželkou (od 1660) Annou Johankou Chanovskou z Dlouhé Vsi založil nejmladší linii rodu Missironů, která po meči vymřela v osobě jeho syna, císařského generála jízdy Gotthardem Florianem (1675–1738). Ten prodal roku 1699 Jemniště a roku 1735 také Těchobuz. Zemřel před rokem 1744 a zanechal po sobě čtyři dcery.
Jiná pošlost začala Ferdinandem jenž byl roku 1661 císařským klenotníkem a v roce 1678 se přestěhoval na Staré Město v Praze. Zemřel v roce 1684. Přežili ho synové Leopold Josef, Jan Ignác (úředník v komorní účtárně) a Pavel Řehoř, ten zemřel kolem roku 1749. Řehořovým synem byl Josef, jenž zemřel v mládí.
Rodina Miseroni vymřela v roce 1817 po meči, po přeslici ale můžeme její potomky vysledovat dodnes. V průběhu první světové války a období mezi válkami se část potomků rodiny Miseroni odstěhovala zpět do Itálie. Od druhé světové války se potom záznamy o příbuzenstvu ztrácí. V roce 2013 proběhl genealogický výzkum objednaný německým historickým ústavem, který prokázal příbuzenství několika rodin žijících v Česku. Tyto rodiny se jmenují Jankovycz, Blatný, Mizera a Žatecký.

## Příbuzenstvo
Miseroniové z Lisonu jsou spřízněni s milánskými patricijskými a šlechtickými rody Rossiů, Busseriů, Magnisů, Solari, Busti, Carminati, Gallerani, Crivelli, Castello, Castiglione, Dell'Acqua, Baldironi, Vergani, Candiano, Aliprandi. Česká větev rodu po roce 1608 se spojila se šlechtickými rody Burghardů z Hořenova, de Binago, Cassinis de Bugella, Zanetti de Die, Mayerů von Burgried, Majorů von Grossenau, Šrámků z Deblína, Greif von Greifenburg, Franchimont von Frankenfeld, Marangoniů, Matysů z Hostína, Schusterů von Goldburg, Tichtlů von Tutzing, Dobšických z Dobšic, Voříkovských z Kunratic, Michnů z Vacínova, Frischmannů von Ehrenkron, Maternů z Květnice, Chanovských z Dlouhé Vsi, Malovců z Malovic, Věžníků z Věžník, Ennisů of Atter and Iveagh a dalšími.
Obrozenecký spisovatel Jan Jindřich Marek napsal hezkou pověst k tomuto rodu.

## Erb

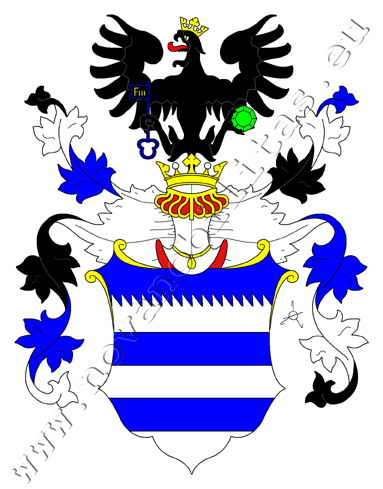
Erb Missironů z Lisone

Po polepšení roku 1653 užíval rod Missiron z Lisone následující erb:
Pětkrát modro-stříbrně dělený štít, přičemž dvě horní pole jsou odděleny pilovitým řezem. Na štítě stojí korunovaná turnajská přílba s černo-modro-stříbrnými přikryvadly. Klenotem je černá korunovaná orlice držící v pravém spáru černý, modře zakalený klíč, v jehož zubu je zlatá litera F. III., v levém smaragd.